# Ридольфи, Карло
Карло Ридольфи (итал. Carlo Ridolfi, 1 апреля 1594, Лониго, Венето — 5 сентября 1658, Венеция) — итальянский живописец и гравёр венецианской школы. Маньерист. Историк венецианской живописи.

## Биография
Ридольфи родился в Лониго недалеко от Виченцы. Молодым переехал в Венецию, где стал учеником греческого художника Антониоса Василакиса, известного как «Алиенсе» (l’Aliense), что означает: чужак, иностранец.

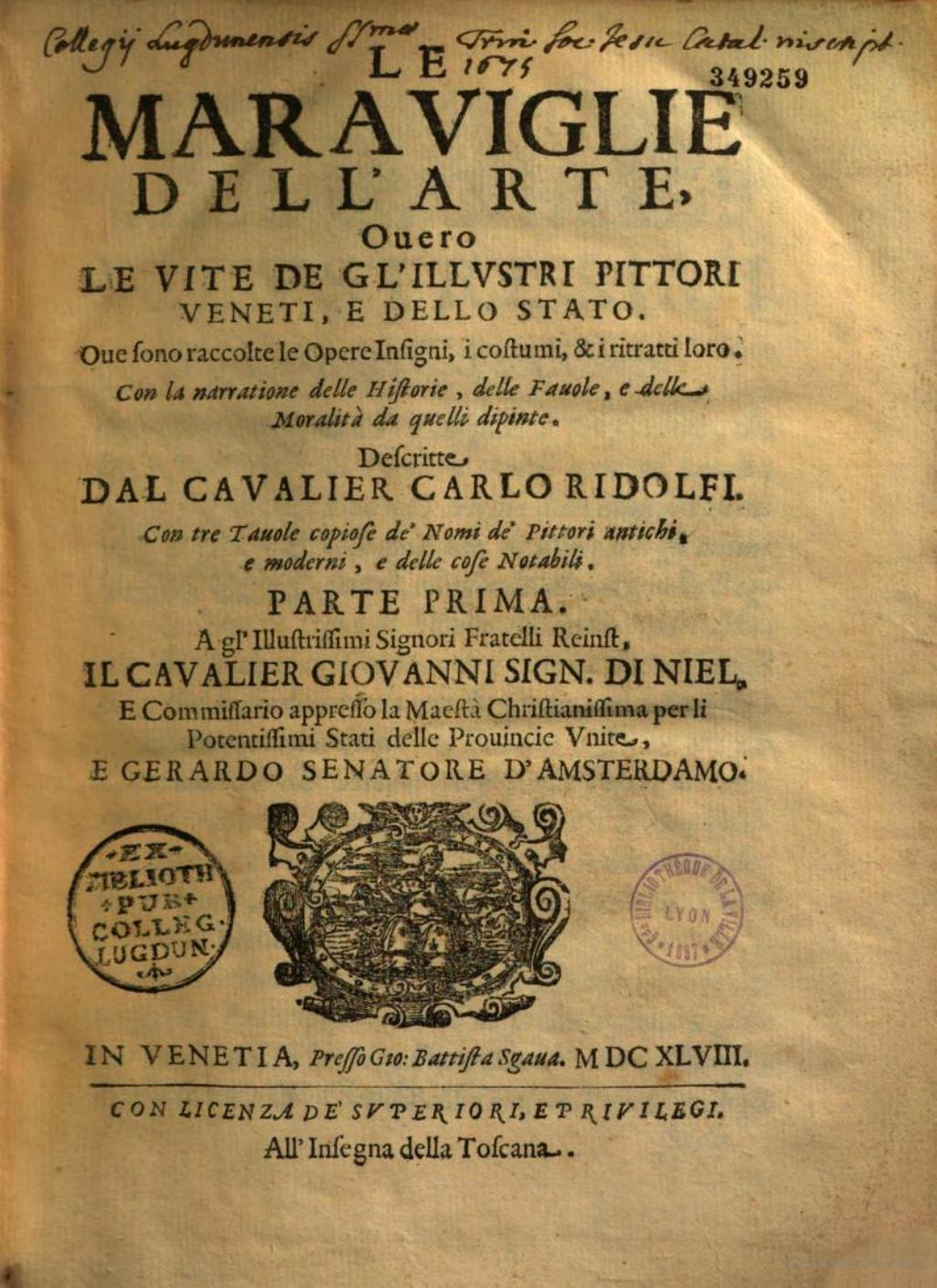
Титульный лист издания «Чудеса искусства, или Жизнеописания наиболее знаменитых художников Венеции с приложением портретов». 1648

Ридольфи написал алтарную картину «Посещение Девой Марией Елизаветы» (Visitazione) для церкви 
Оньиссанти («Всех святых»), ныне в Галерее Академии (Венеция); «Поклонение волхвов» для церкви Сан-Джованни-Элемосинарио в Венеции. Он скопировал картину Тинторетто «Христос, омывающий ноги ученикам» для церкви Сан-Маркуола (Chiesa di San Marcuola), прежде чем она попала в коллекцию короля Англии Карла I. Оригинал теперь находится в музее Прадо в Мадриде, Испания. Копия картины Ридольфи до сих пор хранится в Сан-Маркуоле.
Карло Ридольфи был также гравёром и коллекционером рисунков, как и его тосканский коллега Джорджо Вазари. Многие рисунки из его коллекции ныне можно найти в библиотеке Крайст-Черч колледжа Оксфордского университета, Англия.

## Ридольфи как историк искусства
Карло Ридольфи написал знаменитую книгу «Чудеса искусства, или Жизнеописания наиболее знаменитых художников Венеции с приложением портретов» (Le Maraviglie Dell’Arte, Ouero Le Vite De Gl’Illvstri Pittori Veneti, E Dello Stato, 1642—1648), представляющую собой сборник биографий венецианских художников по образцу «Жизнеописаний» Вазари. Он также написал биографию Тинторетто («Жизнь Якопо Робусти»; La vita di Giacopo Robusti, 1642), и биографию Паоло Веронезе (1646).
За свои исторические труды Ридольфи был удостоен рыцарского звания Золотого Креста от папы Иннокентия X и золотой цепи и медали Святого Марка от Венецианской республики.
Если Джорджо Вазари посвятил свой труд прежде всего биографиям тосканских художников, то Ридольфи уделял особое внимание художникам венецианской школы: его намерение главным образом и состояло в том, чтобы расширить жизнеописания Вазари. Литературный стиль Карло Ридольфи часто напыщен, но полон ценных цитат, хотя и отягощён, как у Вазари, биографическими анекдотами и курьёзами. Некоторые его суждения со временем были пересмотрены, тем не менее книга Ридольфи остается важным источником по истории венецианской живописи шестнадцатого века.
Последующие венецианские летописцы — Марко Боскини, Антонио Мария Дзанетти и Луиджи Ланци — в своих исследованиях опирались на труды Карло Ридольфи.

## Галерея

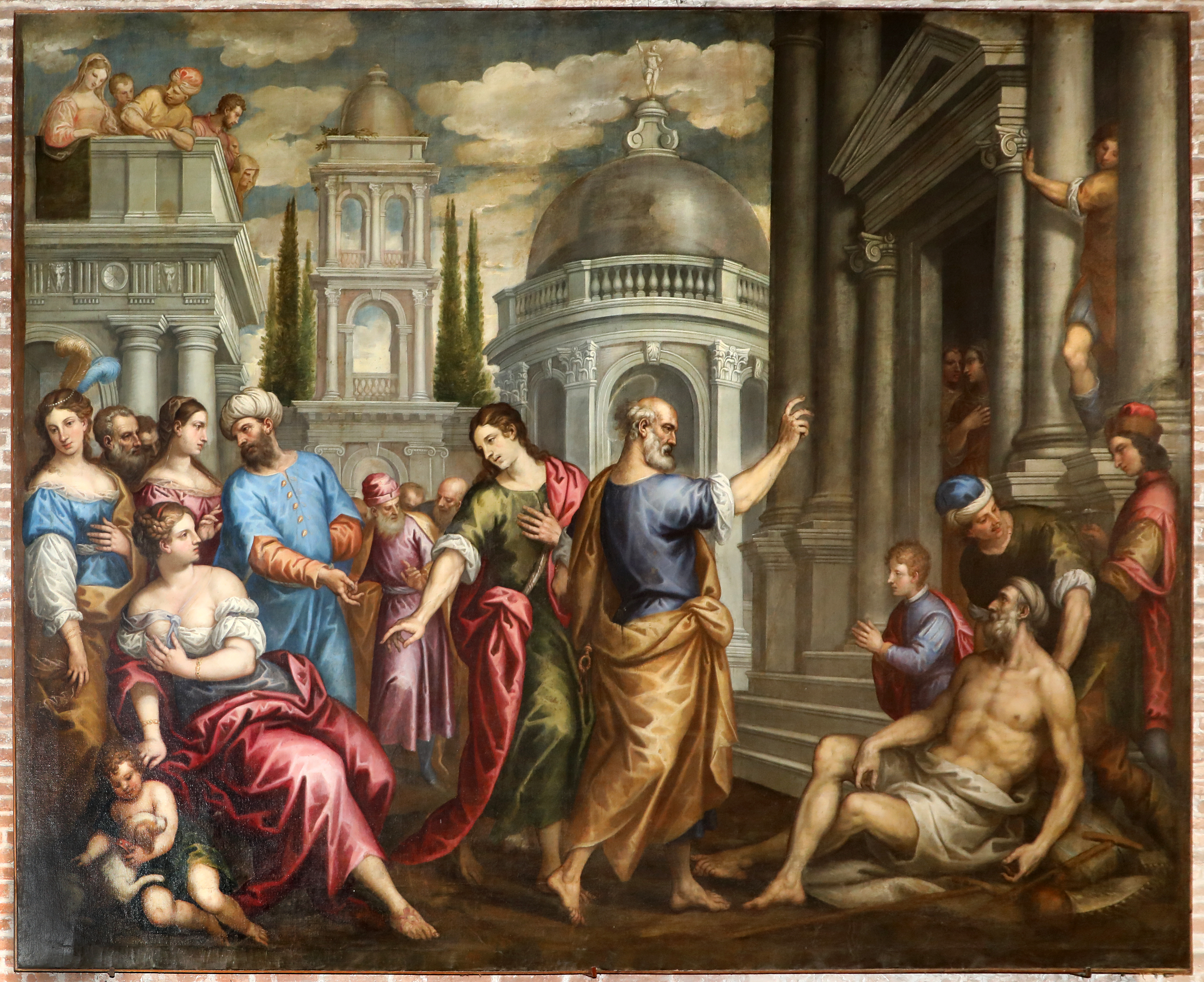
Святой Пётр исцеляет калеку. 1659. Церковь Сан-Николо, Тревизо
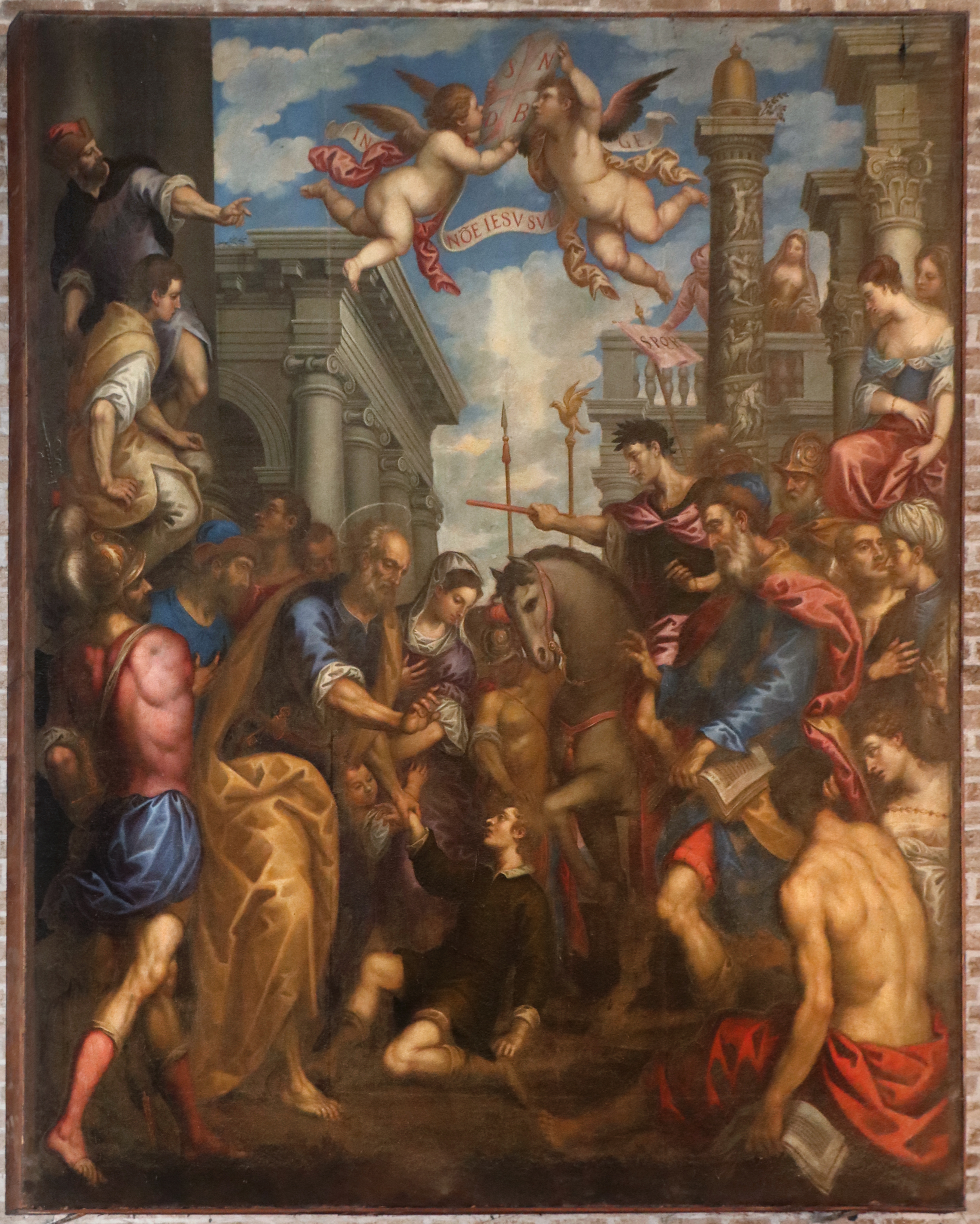
Чудо Святого Петра. 1659. Церковь Сан-Николо, Тревизо
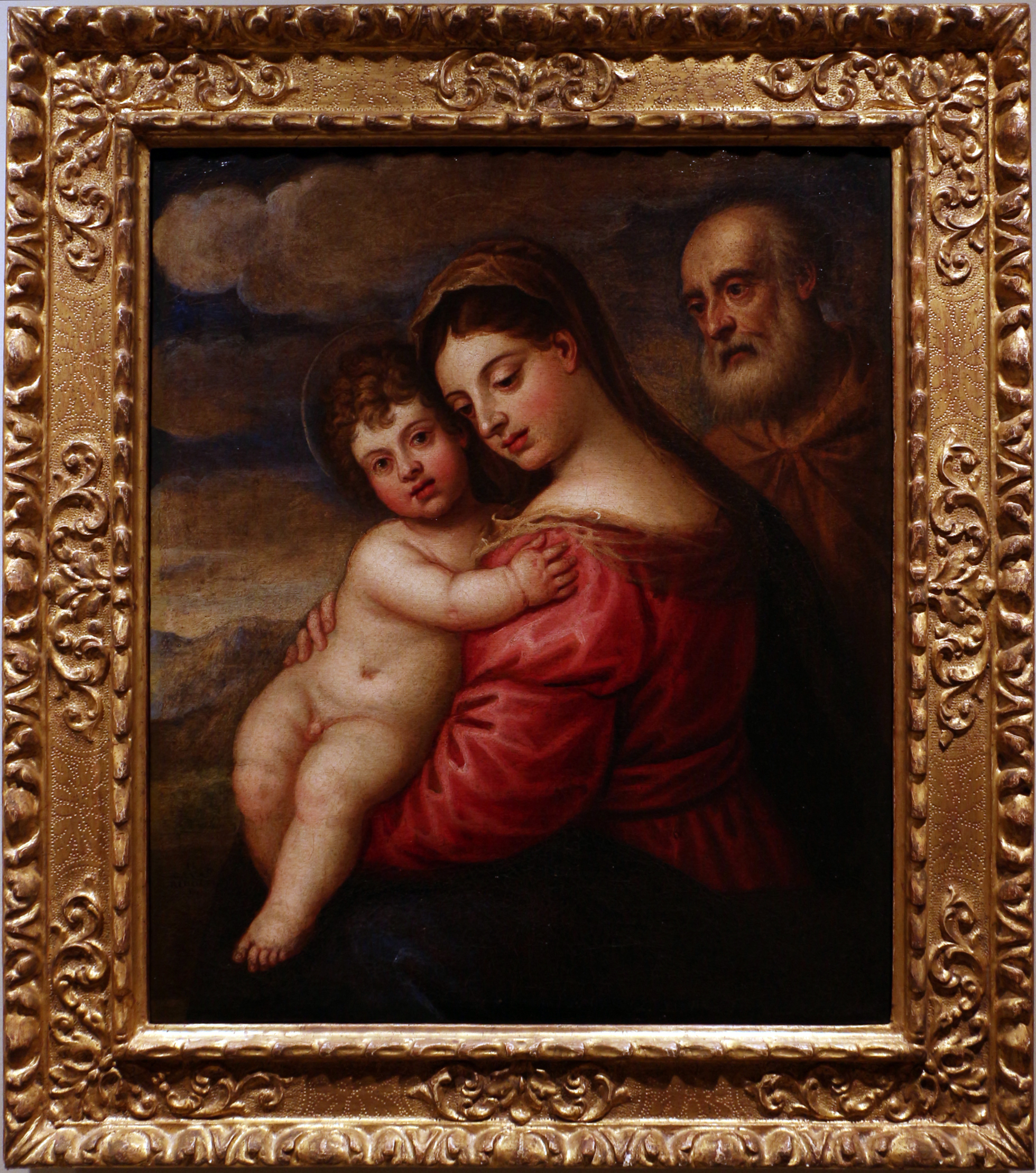
Святое семейство. Музей венецианского сеттеченто, Ка-Реццонико, Венеция
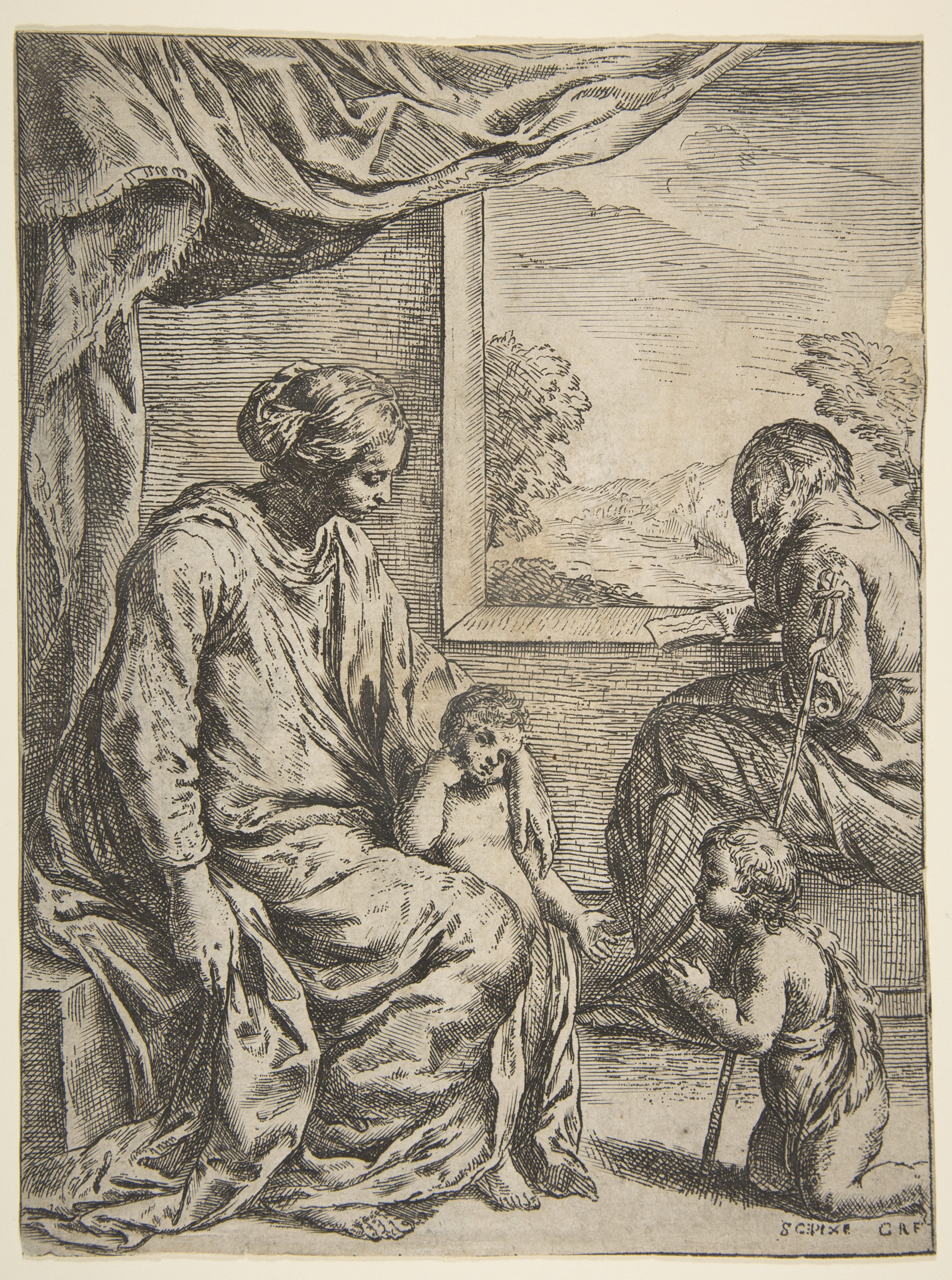
Святое семейство с Иоанном Крестителем. Офорт